# Tabula Banasitana

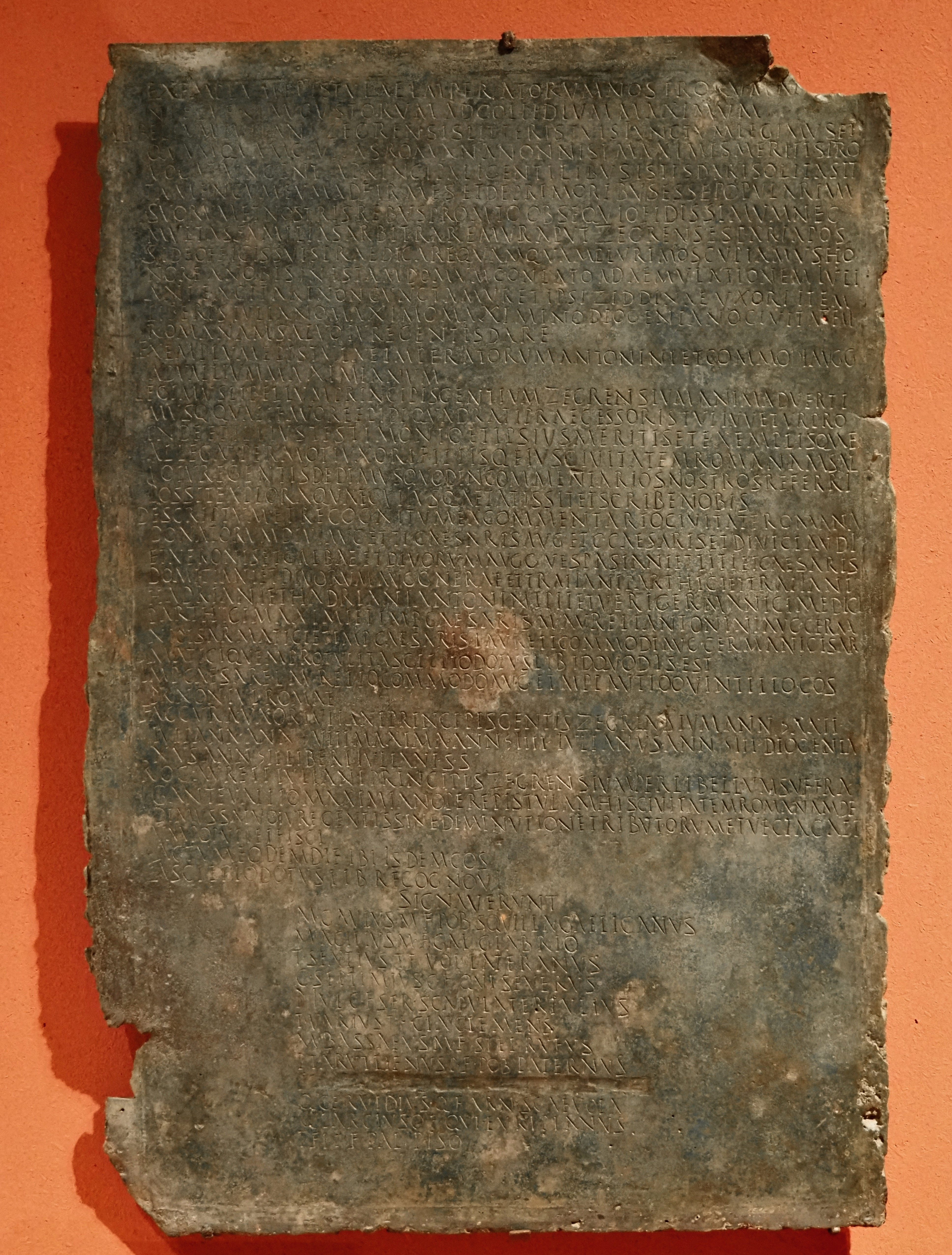
Die Tabula Banasitana

Die Tabula Banasitana ist eine Bronzetafel aus dem späten 2. Jahrhundert n. Chr., die in den Ruinen von Banasa in Marokko gefunden wurde. Die Tafel dokumentiert die Verleihung des römischen Bürgerrechts an einige Angehörige des Berberstammes der Zegrenser.

## Allgemeines
Die Bronzetafel mit der Inschrift wurde im Juni 1957 in den Ruinen der ehemaligen römischen Kolonie Iulia Valentia Banasa gefunden; ihre Abmessungen betragen 64 × 42 cm. Der Text befindet sich in einem Bereich mit den Abmessungen 57 × 38 cm. Die Dicke der Tafel liegt bei 0,6 cm und das Gewicht bei 11,85 kg. Die Bronze besteht hauptsächlich aus Kupfer (66,40 %) und Blei (31,37 %). Der Anteil des Zinns beträgt lediglich 1,6 %; die Anteile weiterer Legierungsbestandteile liegen jeweils unter 0,13 %.
Der Text auf der Vorderseite ist mit eleganten, ordentlichen Buchstaben graviert, die eine Höhe zwischen 0,8 und 0,9 cm haben. Der Text ist auf 53 Zeilen geschrieben und ist bis auf eine kleine Beschädigung an der rechten oberen Ecke vollständig erhalten. Auf der Rückseite befinden sich 76 Buchstaben, darunter ein fast vollständiges Alphabet, die denen der Vorderseite gleichen; sie dienten vermutlich dem Graveur als Übung für die Vorderseite. Der Text enthält einige Fehler, wie zum Beispiel ingentia statt indulgentia. Bei anderen Wörtern ist es dagegen umstritten, ob es sich um Fehler oder verschiedene Schreibweisen handelt, wie zum Beispiel liibellum statt libellum oder Traiiani statt Traiani. Außerdem wurde der Name eines der Unterzeichner (siehe unten) auf der Tafel nachträglich ausgemeißelt.

## Inhalt
Die Inschrift besteht aus drei Teilen. Zusammenfassend erhalten zwei Generationen einer angesehenen mauretanischen Familie das römische Bürgerrecht von Mark Aurel, ohne dass für die Neubürger die früheren Rechtstraditionen untergehen sollten, im Gegenteil sie wurden schutzklauselgleich gestärkt. Die Bürgerrechtserteilung erfolgte durch subscriptio, eine reskriptive Form der kaiserlichen Gesetzgebung.
Der erste Abschnitt stellt eine Kopie des Briefes der beiden Kaiser Mark Aurel und Lucius Verus an den Statthalter von Mauretania Tingitana, Titus Coiedius Maximus, dar. Er dokumentiert die Verleihung des römischen Bürgerrechts an Iulianus, seine Frau Ziddina sowie deren Kinder Iulianus, Maximus, Maximinus und Diogenianus. Der Antrag für das Bürgerrecht wurde von Iulianus bei Coiedius Maximus eingereicht, der es mit einer Empfehlung an den Kaiser weiterleitete. Dieser Abschnitt kann durch die Angabe des Statthalters Coiedius Maximus auf einen Zeitraum um 168/169 datiert werden.
Der zweite Abschnitt stellt eine Kopie des Briefes der beiden Kaiser Mark Aurel und Commodus an den Statthalter von Mauretania Tingitana, Gaius Vallius Maximianus, dar. Er dokumentiert die Verleihung des Bürgerrechts an Faggura (Alter 22 Jahre), die Frau von Iulianus, sowie deren Kinder Iuliana (Alter 8 Jahre), Maxima (Alter 4 Jahre), Iulianus (Alter 3 Jahre) und Diogenianus (Alter 2 Jahre). Iulianus (identisch mit Aurelius Iulianus im dritten Abschnitt) war der Sohn des im ersten Abschnitts genannten Iulianus und hatte das Bürgerrecht bereits vorher zusammen mit seinem Vater erhalten. Der Antrag für das Bürgerrecht wurde von Iulianus bei Epidius Quadratus, dem Vorgänger des Vallius Maximianus, eingereicht, der es mit einer Empfehlung an den Kaiser weiterleitete. Die kaiserliche Kanzlei antwortete dem Epidius Quadratus daraufhin, dass er das Alter jedes einzelnen ermitteln und der Kanzlei mitteilen solle, damit man es in die Akten aufnehmen könne (in commentarios nostros referri possit explora quae cui{i}usq(ue) aeta{ti}s sit et scribe nobis). Dieser Abschnitt kann durch die Angabe der beiden ordentlichen Konsuln des Jahres 177, Imperator Caesar Lucius Aurelius Commodus Augustus und Marcus Plautius Quintillus, sowie des Tagesdatums (pridie Nonas Iulias) auf den 6. Juli 177 datiert werden.
Der dritte Abschnitt besteht aus einem Auszug aus dem commentarius civitate romana donatorum der Bürgerrechtsverleihungen sowie daran anschließend den Namen der zwölf Unterzeichner (signatores), die die Übereinstimmung des Schriftstücks mit der Verleihung des Bürgerrechts an Faggura sowie deren Kinder mit dem Original im kaiserlichen Archiv bestätigten.

## Unterzeichner
Bei den zwölf Unterzeichnern des Dokuments handelt es sich um Angehörige des Consilium principis von Kaiser Mark Aurel und Commodus, die gemäß ihrem Rang und nach Anciennität sowie mit vollständigem Namen (d. h. einschließlich des Vornamens, des Vatersnamens und der Tribus) aufgeführt sind. Laut Werner Eck handelt es sich bei ihnen um diejenigen Mitglieder des Consiliums, die ausgewählt wurden, um am 6. Juli 177 eine Reihe von Tagesordnungspunkten mit dem Kaiser zu beraten, darunter auch die Verleihung des Bürgerrechts an die Zegrenser. Er geht davon aus, dass die Unterzeichner jeweils zur Hälfte aus dem Senatoren- und dem Ritterstand kamen; für ihn ist diese ausgewogene Auswahl der Beleg, dass an diesem Tag verschiedene Punkte erörtert wurden.
Die Angehörigen des Senatorenstandes:
| - Marcus Gavius Squilla Gallicanus, ordentlicher Konsul im Jahr 150 - Manius Acilius Glabrio, ordentlicher Konsul 152 - Titus Sextius Lateranus, ordentlicher Konsul 154 | - Gaius Septimius Severus, Suffektkonsul 155 oder 160 - Publius Iulius Scapula Tertullus, Suffektkonsul zwischen 160 und 166 - Titus Varius Clemens |

Die Angehörigen des Ritterstandes:
| - Marcus Bassaeus Rufus - Publius Taruttienus Paternus - Sextus Tigidius Perennis: sein Name wurde auf der Tafel nachträglich ausgemeißelt | - Quintus Cervidius Scaevola - Quintus Larcius Euripianus - Titus Flavius Piso |

## Urheber der Tafel
William Seston und Maurice Euzennat nehmen an, dass die Erstellung der Tafel durch den Statthalter Vallius Maximianus veranlasst wurde. Ute Schillinger-Häfele geht dagegen davon aus, dass es Aurelius Iulianus war, der die Tafel erstellen ließ. Sie nimmt an, dass das Motiv von Aurelius Iulianus für die Zusammenstellung der Texte auf der Tafel darin lag, die ihm vom Kaiser und seinen Repräsentanten entgegengebrachte Beachtung zu dokumentieren und den Mitbürgern in der Kolonie damit seine Bedeutung zu zeigen.